# Nançon
Der Nançon ist ein Fluss in Frankreich, der im Département Ille-et-Vilaine in der Region Bretagne verläuft. Er entspringt beim Weiler La Cautardière im Gemeindegebiet von Landéan, hart an der Grenze zur benachbarten Gemeinde Louvigné-du-Désert, entwässert generell Richtung Südwest bis Süd, durchquert die Stadt Fougères und mündet nach rund 20 Kilometern wenige Kilometer südlich der Stadt als linker Nebenfluss in den Couesnon. Ein zweiter Mündungsarm erreicht etwa 700 Meter weiter flussabwärts den Couesnon.

## Orte am Fluss
(Reihenfolge in Fließrichtung)
- Le Mâts, Gemeinde Parigné
- Lécousse
- Fougères